# Чоп (пункт контролю)
48°25′51″ пн. ш. 22°12′43″ сх. д. / 48.43083° пн. ш. 22.21194° сх. д.
Чоп — пункт пропуску через державний кордон України на кордоні з Угорщиною. Автомобільний пункт пропуску має назву Чоп (Тиса), залізничний — Чоп (Дружба).
Розташований у Закарпатській області, місто Чоп. Залізничний контроль здійснюється на залізничній станції Чоп. Автомобільний безпосередньо за містом, яке розташоване на автошляху E573, із яким збігається М06. З угорського боку знаходиться пункт пропуску «Загонь», медьє Саболч-Сатмар-Береґ, на аналогічному автошляху у напрямку Ньїредьгаза.
Вид пункту пропуску — залізничний, автомобільний (від 01.12.98 пішохідний та велосипедний рух закрито). Статус пункту пропуску — міжнародний.
Характер перевезень — пасажирський, вантажний.
Окрім радіологічного, митного та прикордонного контролю, автомобільний пункт пропуску «Чоп (Тиса)» може здійснювати санітарний, фітосанітарний, ветеринарний, екологічний контроль  та контроль за дотриманням законодавства про харчові продукти, корми, побічні продукти тваринного походження, ветеринарну медицину та благополуччя тварин.
Автомобільний пункт пропуску «Чоп» входить до складу митного посту «Тиса» Закарпатської митниці. Код пункту пропуску — UA305060 .
Окрім радіологічного, митного та прикордонного контролю, залізничний пункт пропуску «Чоп» може здійснювати санітарний, фітосанітарний, ветеринарний,  екологічний контроль та контроль за дотриманням законодавства про харчові продукти, корми, побічні продукти тваринного походження, ветеринарну медицину та благополуччя тварин.
Залізничний пункт пропуску «Чоп» входить до складу митного посту «Чоп—залізничний» Закарпатської митниці. Код пункту пропуску — UA305020 та UA305030.

## Галерея

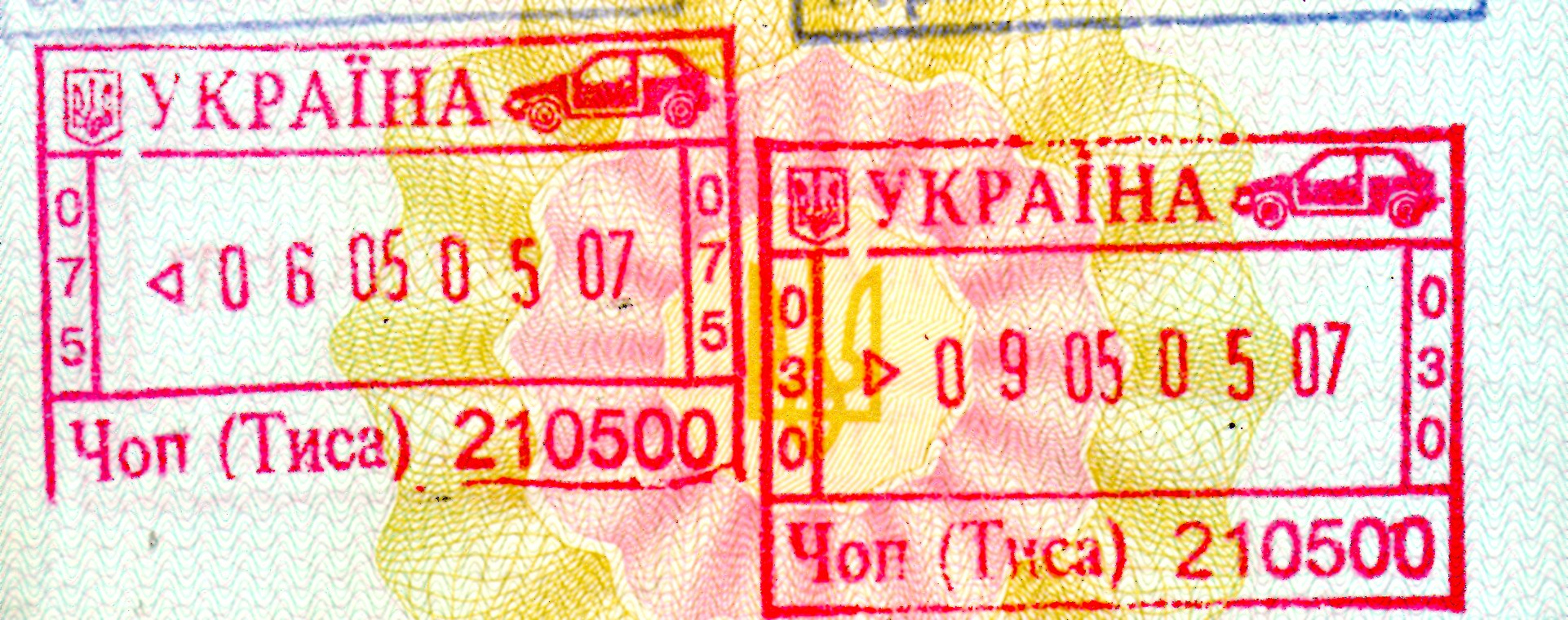
Штампи міжнародного автомобільного пункту пропуску "Чоп (Тиса)"
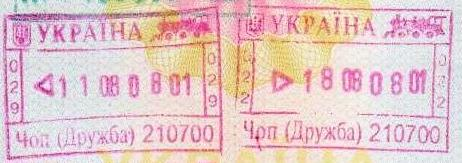
Штампи залізничного пункту пропуску "Чоп (Дружба)"
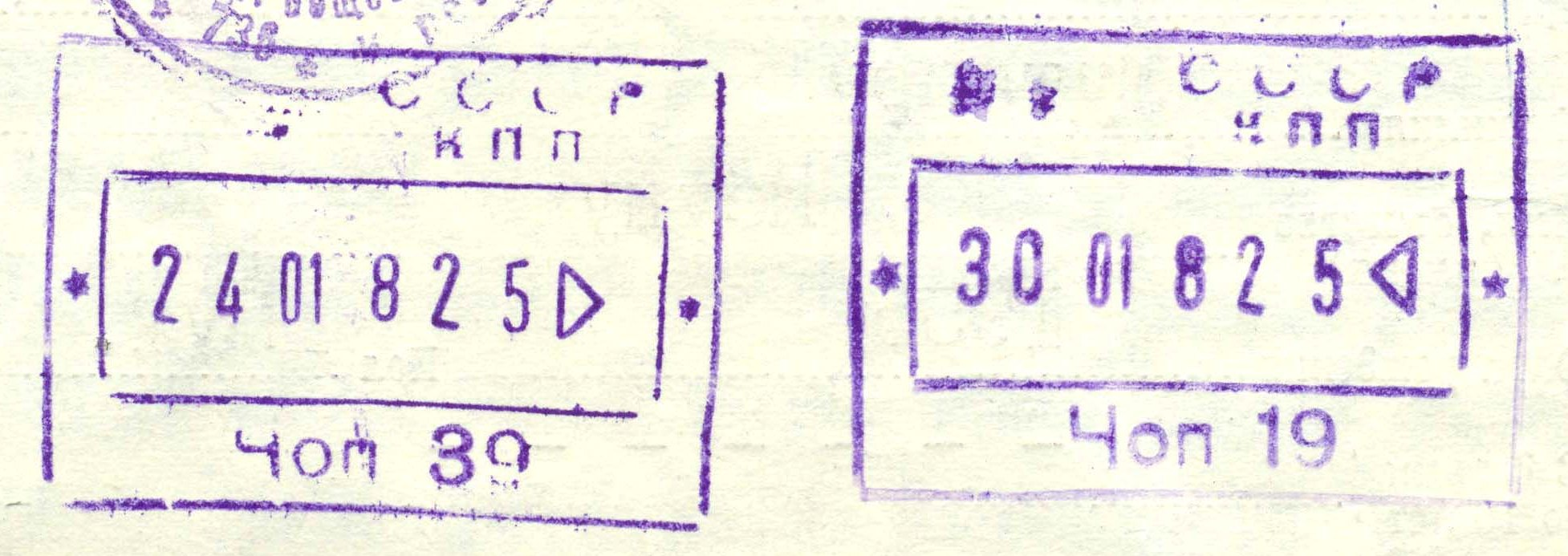
Штампи часів СРСР

.